# 에르난 페레즈
에르난 알렉산드로 페레즈(Hernán Alejandro Pérez, 1991년 3월 26일 ~ )는 베네수엘라의 야구 선수이자, 전 KBO 리그 한화 이글스의 내야수, 외야수이다.

## 미국 프로야구 시절
2012년에 디트로이트 타이거스에 입단하였다.

## 한국 프로야구 시절

### 한화 이글스시절
2021년 7월 4일에 라이언 힐리를 대체할 외국인 야수로 영입되었다. 그러나 수비부진으로 시즌 후 퇴출됐고 대체 선수 마이크 터크먼을 영입했다.